# ファエアマニオペティ
ファエアマニ オペティ（Opeti Faeamani、1989年2月8日 - ）は、東日本トップクラブリーグ宇都宮ヴォルツに所属するラグビー選手。旧名オペティ・ファエアマニ。

## プロフィール
- トンガ出身。
- ポジションはスタンドオフ(SO)、センター(CTB)。
- 身長 183cm、体重 108kg
- U20日本代表に選ばれたことがある[2]。
- 7人制日本代表に選ばれている。

## 略歴
2009年、作新学院高校卒業後、流通経済大学に入る。
2013年、流通経済大学卒業後、福岡サニックスブルース(現・宗像サニックスブルース)に加入。同年6月、ラグビーワールドカップセブンズ2013の7人制日本代表に選ばれた。
2014年、福岡サニックスブルースを退団後、PSIスーパーソニックス、清水建設江東ブルーシャークス、クリーンファイターズ山梨を経て、宇都宮ヴォルツに加入。